# Монтегало
Монтега̀ло (на италиански: Montegallo) е община в Централна Италия, провинция Асколи Пичено, регион Марке. Разположена е на 870 m надморска височина. Населението на общината е 597 души (към 2011 г.).
Административен център на общината е село Балцо (ааааа).